# Vermoim (Vila Nova de Famalicão)
Vermoim is een plaats (freguesia) in de Portugese gemeente Vila Nova de Famalicão en telt 2893 inwoners (2001).

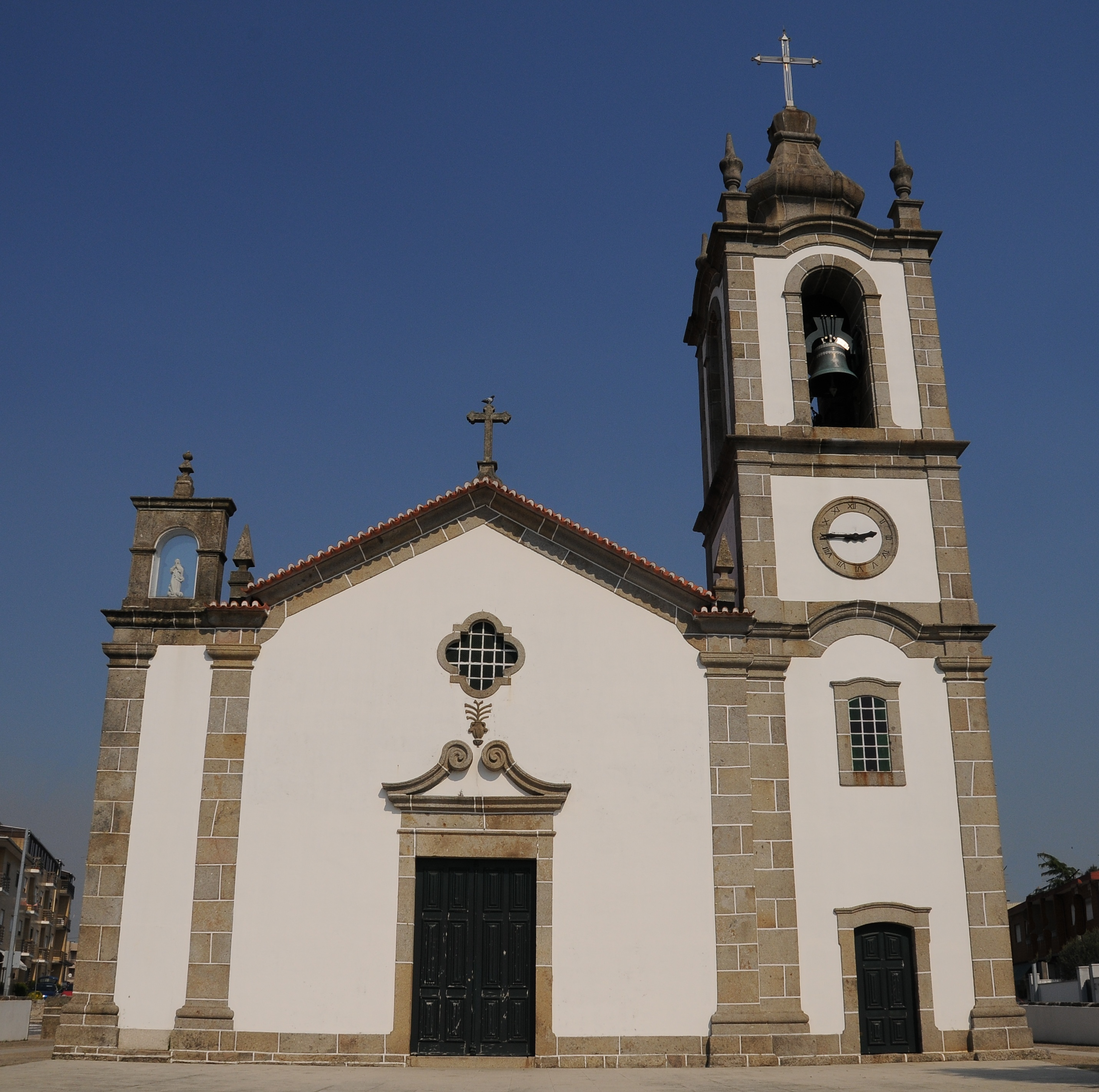
Kerk